# Konklave 1903

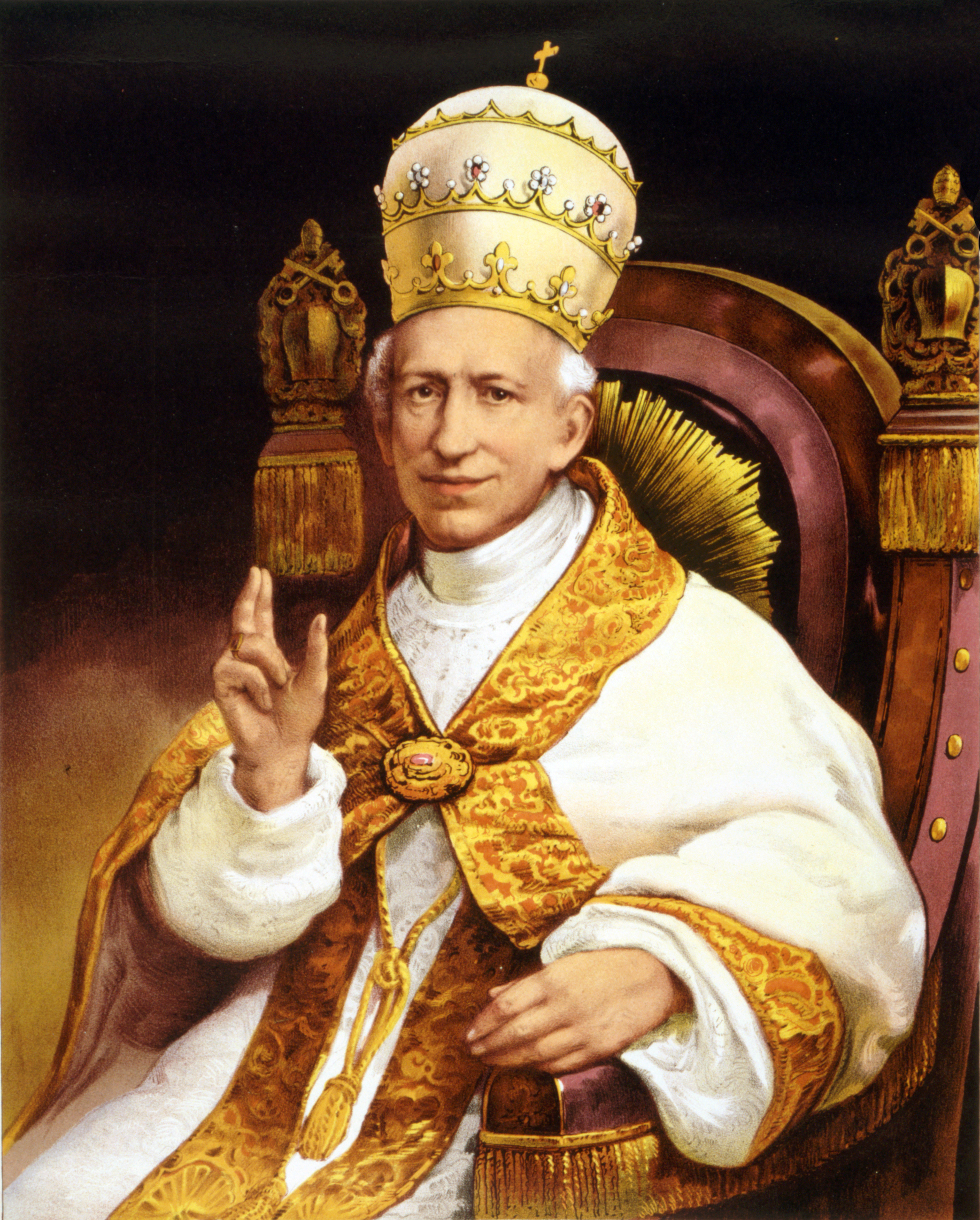
Papst Leo XIII. †

Wappen des Kardinalkämmerers während der Sedisvakanz

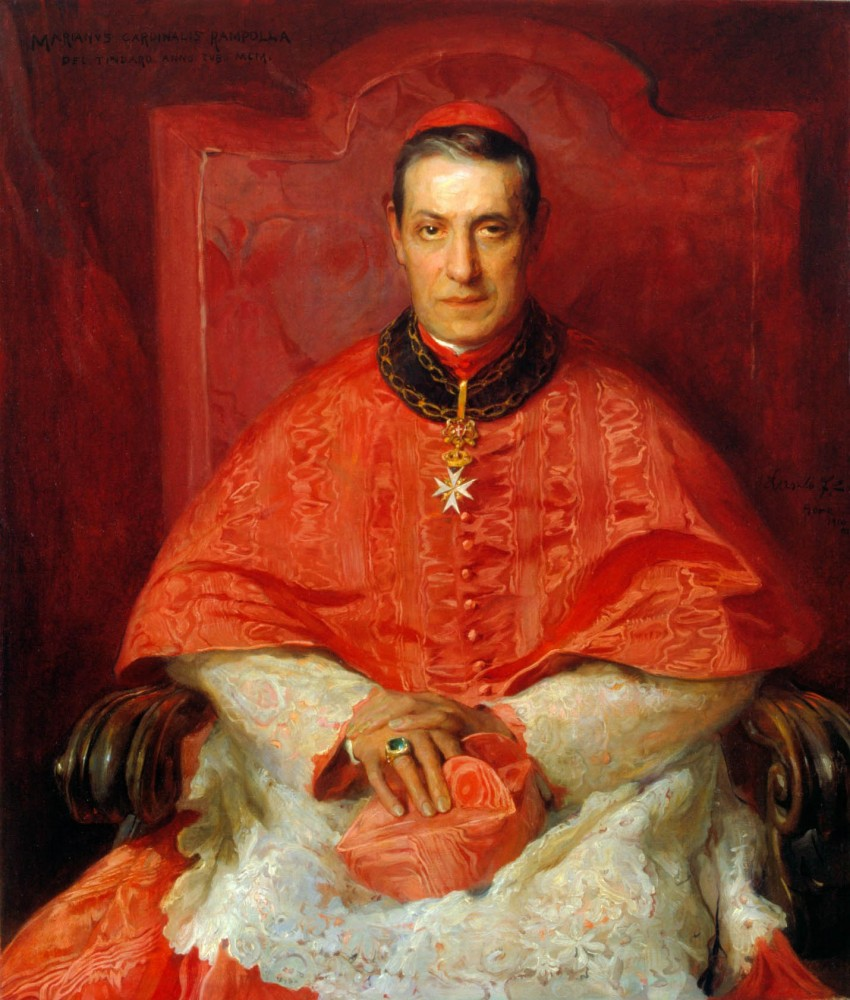
Kardinal Rampolla, der Favorit des Konklaves

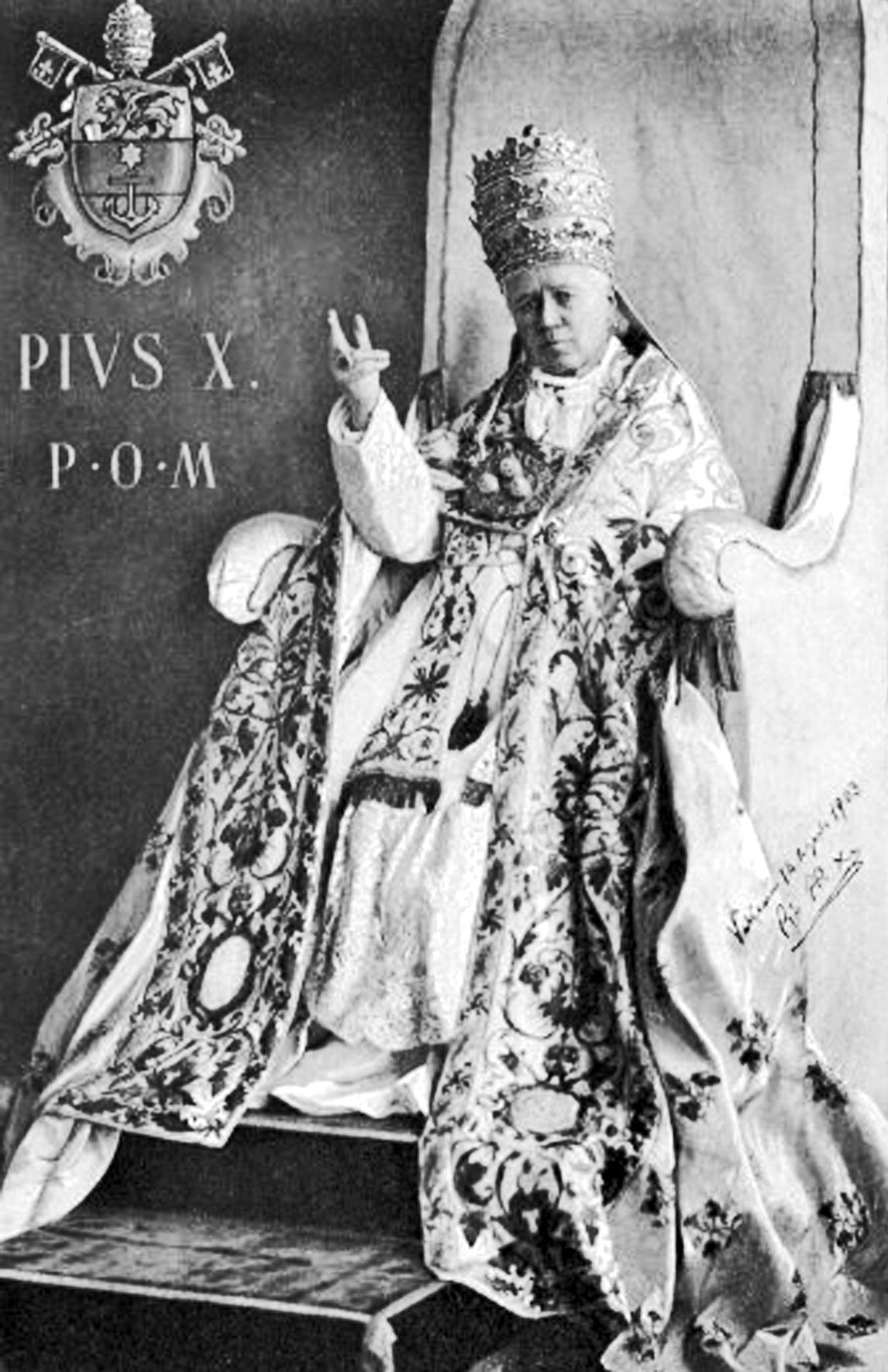
Papst Pius X

Das Konklave 1903 tagte vom 31. Juli bis zum 4. August 1903, nachdem Papst Leo XIII. am 20. Juli 1903 nach über 25 Jahren im Amt gestorben war. Gewählt wurde der Erzbischof und Patriarch von Venedig Giuseppe Melchiorre Sarto, der den Namen Pius X. annahm.

## Verlauf
Das Konklave fand in der Sixtinischen Kapelle im Vatikan statt, wobei sieben Wahlgänge erforderlich waren. Als papabili wurden im Vorfeld die Kardinäle Girolamo Maria Gotti, Angelo Di Pietro, Giuseppe Melchiorre Sarto und Serafino Vannutelli eingeschätzt. Favorit war jedoch der Kardinalstaatssekretär Leos XIII. Mariano Rampolla del Tindaro.
In den beiden ersten Wahlgängen am 1. August lag Rampolla mit 29 Stimmen vor Gotti (16 Stimmen) und Sarto (10 Stimmen) erwartungsgemäß in Führung. Auffällig war vor allem das Scheitern der Kandidatur Vannutellis, der im zweiten Wahlgang nur eine Stimme, möglicherweise diejenige seines Bruders erhielt. Nunmehr erklärte jedoch Jan Kardinal Puzyna de Kosielsko im Auftrag von Kaiser Franz Joseph I., dass der Monarch das Recht der Exklusive beanspruche und gegen die Wahl Rampollas sein Veto einlege. Rampolla wies den Angriff auf die Freiheit der Kirche deutlich und mit Würde zurück.  Am nächsten Tag konnte Rampolla seine Stimmenzahl noch einmal auf 30 erhöhen, fiel dann aber hinter Sarto zurück, der auch einige der Stimmen Gottis übernehmen konnte. 
Nachdem Sarto im fünften Wahlgang erstmals mehr Stimmen als Rampolla erhalten hatte (30:24), wandte er sich in einer persönlichen Ansprache an die Kardinäle und erklärte, sein Gewissen nötige ihn, den Wählern mitzuteilen, dass er nicht würdig sei, das Amt des Pontifex zu übernehmen und sie nach einem anderen Kandidaten Ausschau halten müssten. Der deutsche Kardinal Kopp soll hierzu angemerkt haben, dass alle von dieser menschlichen Geste beeindruckt waren, aber niemand gewillt gewesen sei, die Weigerung Sartos zu akzeptieren, während dem Amerikaner Gibbons die zynischere Äußerung zugeschrieben wird, es sei dieser Protest voller Demut und Weisheit gewesen, der das Konklave mehr für ihn eingenommen habe, als er es durch seine Verdienste oder das Zeugnis derer, die ihn kannten, erreicht hätte.
In der Unterbrechung nach dem sechsten Wahlgang sandte der Kardinaldekan den als Sekretär amtierenden Erzbischof Merry del Val zu Sarto, um eine verbindliche Erklärung über die Annahme oder Verweigerung der Wahl zu erlangen. In seinen Erinnerungen an Pius X. führt Merry del Val hierzu aus: „Am Morgen dieses 3. August, unmittelbar nach der ersten Versammlung der Kardinäle in der Sixtinischen Kapelle, sprach sich der Kardinal-Dekan, Oreglia die Santo Stefano mir gegenüber nachdrücklich über seine immer zunehmende Besorgnis betreffs der Wahl des neuen Papstes aus. Es schien keine Aussicht auf einen raschen Ausgang des Konklave zu bestehen, sofern ... Kardinal Sarto, dessen Stimmenzahl immer mehr wuchs, auf seiner entschiedenen Weigerung, die Wahl zum Papste anzunehmen, bestehe. Kardinal Oreglia fühlte sich im Gewissen verpflichtet, dahin zu wirken, dass die Sache sich nicht zu sehr in die Länge ziehe. Zu dem Zweck sandte er mich zu Kardinal Sarto mit dem Auftrag, anzufragen, ob er auf dem Widerstand gegen seine Wahl beharre und ob er daher wünsche und Vollmacht gebe, daß Seine Eminenz in der Nachmittagsversammlung im Konklave diesbezüglich eine öffentliche, endgültige Erklärung abgebe. In diesem Fall würde der Kardinal-Dekan seine Kollegen ersuchen, zu erwägen, ob es nicht angebracht wäre, einen anderen Kandidaten ins Auge zu fassen.“
Merry del Val fand den Patriarchen im Gebet unter lauter Anrufung des göttlichen Erbarmens. Er soll hierdurch seinen Auftrag beiseite gelassen und dem Kardinal Mut zugesprochen haben.
Anzumerken ist noch, dass Kardinal Cretoni vom fünften Wahlgang an die Stimmabgabe verweigerte und seinen Stimmzettel mit neminem eligo („Ich wähle keinen“) kennzeichnete.
Im siebten Wahlgang erreichte Sarto dann die erforderliche Mehrheit. Nach seinem Amtsantritt berief er den erst 38-jährigen Sekretär des Konklaves, Erzbischof Merry del Val, zum Pro-Staatssekretär.

## Exklusive
Das Exklusive, das Kaiser Franz Joseph aussprechen ließ, war ein Privileg, das die Katholischen Monarchen stets für sich reklamiert hatten, ohne dass die Kirche dies anerkannt hätte. Ob und welchen Einfluss seine (letztmalige) Ausübung im Konklave 1903 hatte, ist umstritten. 1904 jedenfalls untersagte der neugewählte Papst Pius X. bei Androhung der Exkommunikation die weitere Ausübung der Exklusive.

## Teilnehmende Kardinäle
38 der 62 teilnehmenden Kardinäle kamen aus Italien; einzig James Gibbons, der Erzbischof von Baltimore, war mit der Teilnahme als nichteuropäischer Kardinal ein Novum in der Geschichte des Konklaves. Unter den Teilnehmern waren auch die Brüder Serafino und Vincenzo Vannutelli.
Während der Sedisvakanz wurden diese Ämter von folgenden Personen ausgeübt:
- Camerlengo: Luigi Kardinal Oreglia di Santo Stefano
- Kardinaldekan: Luigi Kardinal Oreglia di Santo Stefano
- Kardinalsubdekan: vakant
- Kardinalvikar: Pietro Kardinal Respighi

Sekretär des Konklaves war der Präsident der Päpstlichen Diplomatenakademie, Erzbischof Rafael Merry del Val, der spätere Kardinalstaatssekretär Pius X. Er musste eigens für das Konklave berufen werden, weil der hierfür kraft Amtes vorgesehene Sekretär des Kardinalskollegiums, Alessandro Volpini, wenige Tage vor Beginn des Konklaves verstorben war.
- Königreich Italien: Antonio Agliardi
- Königreich Italien: Andrea Aiuti
- Königreich Italien: Bartolomeo Bacilieri
- Königreich Italien: Giulio Boschi
- Königreich Italien: Alfonso Capecelatro di Castelpagano
- Königreich Italien: Giovanni Battista Casali del Drago
- Spanien: Salvador Casañas i Pagès
- Königreich Italien: Francesco di Paola Cassetta
- Königreich Italien: Felice Cavagnis
- Königreich Italien: Beniamino Cavicchioni
- Frankreich: Pierre-Hector Coullié
- Königreich Italien: Serafino Cretoni
- Königreich Italien: Francesco Salesio Della Volpe
- Königreich Italien: Angelo Di Pietro
- Königreich Italien: Andrea Carlo Ferrari
- Königreich Italien: Domenico Ferrata
- Deutsches Reich: Anton Fischer
- Königreich Italien: Giuseppe Francica-Nava de Bontifè
- Königreich Italien: Casimiro Gennari
- Vereinigte Staaten: James Gibbons
- Belgien: Pierre-Lambert Goossens
- Königreich Italien: Girolamo Maria Gotti OCD
- Österreich-Ungarn: Anton Josef Gruscha
- Spanien: Sebastián Herrero Espinosa de los Monteros CO
- Österreich-Ungarn: Johannes Baptist Katschthaler
- Deutsches Reich: Georg von Kopp
- Frankreich: Joseph-Guillaume Labouré
- Frankreich: Benoît-Marie Langénieux
- Frankreich: Victor Lécot
- Vereinigtes Königreich: Michael Logue
- Königreich Italien: Luigi Macchi
- Königreich Italien: Achille Manara
- Spanien: José María Martín de Herrera y de la Iglesia
- Königreich Italien: Sebastiano Martinelli OESA
- Frankreich: François-Désiré Mathieu
- Königreich Italien: Mario Mocenni, Bischof von Sabina
- Portugal: José Sebastião Neto OFM
- Königreich Italien: Carlo Nocella
- Königreich Italien: Luigi Oreglia di Santo Stefano, Kardinaldekan
- Frankreich: Adolphe Perraud CO
- Königreich Italien: Raffaele Pierotti OP
- Königreich Italien: Gennaro Portanova
- Königreich Italien: Giuseppe Prisco, Erzbischof von Neapel
- Österreich-Ungarn: Jan Puzyna de Kosielsko
- Königreich Italien: Mariano Rampolla del Tindaro
- Königreich Italien: Pietro Respighi
- Frankreich: François-Marie-Benjamin Richard
- Königreich Italien: Agostino Richelmy
- Königreich Italien: Alessandro Sanminiatelli Zabarella
- Spanien: Ciriaco Sancha y Hervás
- Königreich Italien: Giuseppe Melchiorre Sarto (zu Pius X. gewählt)
- Königreich Italien: Francesco di Paola Satolli
- Königreich Italien: Francesco Segna
- Österreich-Ungarn: Leo Skrbenský von Hříště
- Deutsches Reich: Andreas Steinhuber SJ
- Königreich Italien: Domenico Svampa, Erzbischof von Bologna
- Königreich Italien: Emidio Taliani
- Königreich Italien: Luigi Tripepi
- Königreich Italien: Serafino Vannutelli
- Königreich Italien: Vincenzo Vannutelli
- Österreich-Ungarn: Kolos Ferenc Vaszary OSB
- Spanien: José de Calasanz Félix Santiago Vives y Tutó OFMCap

### Abwesende Kardinäle
Aus gesundheitlichen Gründen war Pietro Michelangelo Kardinal Celesia OSB aus Palermo verhindert; aufgrund der langen Anreise erreichte der Erzbischof von Sydney, Patrick Francis Kardinal Moran, Rom erst nach erfolgter Wahl.

### Verteilung nach Staaten
Die anwesenden Kardinäle kamen aus folgenden Ländern:
| Land                                                          | anwesende Kardinäle |
| ------------------------------------------------------------- | ------------------- |
| Königreich Italien                                            | 38                  |
| Frankreich                                                    | 7                   |
| Spanien, Österreich-Ungarn                                    | 5                   |
| Deutsches Reich                                               | 3                   |
| Portugal, Belgien, Vereinigte Staaten, Vereinigtes Königreich | 1                   |

### Verteilung nach Kontinenten
| Kontinent               | anwesende Kardinäle |
| ----------------------- | ------------------- |
| Europa                  | 61                  |
| Lateinamerika           | 0                   |
| Kanada und USA          | 1                   |
| Asien                   | 0                   |
| Australien und Ozeanien | 0                   |
| Afrika                  | 0                   |